# Egzekucja zakładników tczewskich
Egzekucja zakładników tczewskich – publiczna egzekucja polskich zakładników przeprowadzona przez okupantów niemieckich w Tczewie. 24 stycznia 1940 na tzw. świńskim rynku członkowie SS i paramilitarnego Selbstschutzu rozstrzelali trzynastu Polaków – pracowników PKP, urzędników, kupców i rzemieślników. Zbrodni dokonano w odwecie za rzekome podpalenie przez polski ruch oporu niemieckich warsztatów samochodowych ulokowanych w tczewskiej fabryce „Arkona”.

## Początek niemieckiej okupacji

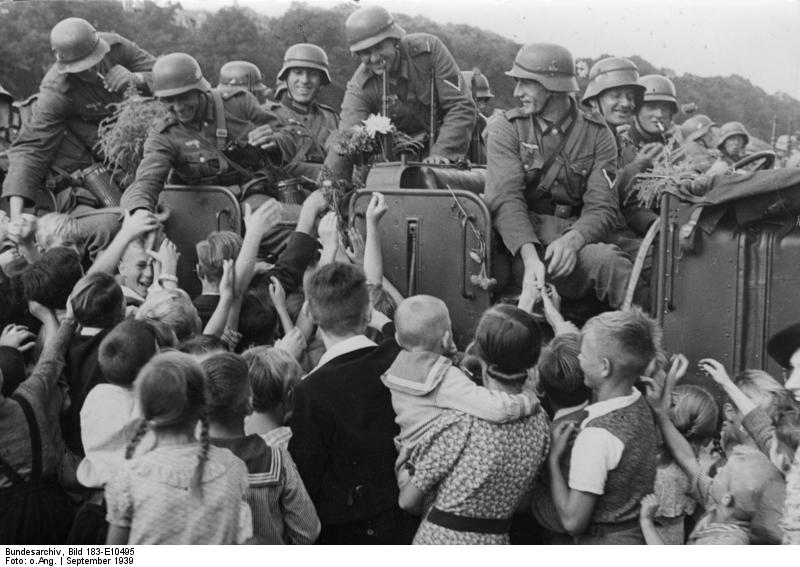
Żołnierze Wehrmachtu witani przez tczewskich volksdeutschów

Nadgraniczny Tczew został opanowany przez oddziały Wehrmachtu już 2 września 1939. W okupowanym mieście szybko zainstalowały się organy niemieckich władz policyjnych, państwowych i partyjnych. Funkcję landrata powiatu tczewskiego, a zarazem kierownika powiatowej organizacji NSDAP (kreisleitera) objął Otto Andres (zastąpiony po kilku miesiącach przez Reinholda Isendicka), natomiast burmistrzem miasta mianowano dr Gerharda Regiera. Na czele miejscowej placówki Gestapo stanął SS-Hauptsturmführer Adolf Leister. Jednocześnie w Tczewie i okolicach zaczęły tworzyć się struktury Selbstschutzu – paramilitarnej formacji, w której skład wchodzili przedstawiciele niemieckiej mniejszości narodowej zamieszkujący ziemie przedwojennej Polski.
Członkowie Selbstschutzu wraz z funkcjonariuszami gdańskiej grupy operacyjnej policji bezpieczeństwa (Einsatzkommando 16) oraz SS-manami z jednostki SS-Heimwehr-Sturmbann „Götze” rozpoczęli masowe aresztowania Polaków, których ofiarą padali przede wszystkim przedstawiciele lokalnej elity społecznej i intelektualnej, ale również osoby do których miejscowi Niemcy żywili po prostu osobiste urazy bądź pretensje. Ponadto na celowniku okupanta znaleźli się Żydzi. Owe represje były jedynie elementem szeroko zakrojonych działań eksterminacyjnych, które okupanci niemieccy realizowali na całym Pomorzu w ramach tzw. akcji „Inteligencja”.
Począwszy od 10 września 1939 aresztowanych mieszkańców powiatu tczewskiego umieszczano w obozie przejściowym, który funkcjonował na terenie dawnych polskich koszar wojskowych w Tczewie, a od końca listopada – w gmachu miejscowej szkoły rzemieślniczej. Jesienią 1939 roku przez obóz przeszło łącznie około 1000–1500 osób, które poddano tam wyjątkowo brutalnemu traktowaniu. Na terenie koszar oraz w ich najbliższej okolicy zamordowano od 120 do 150 więźniów, spośród których udało się ustalić tożsamość 74. Wśród ofiar znalazło się m.in. szesnastu księży pelplińskich (członków kapituły diecezji chełmińskiej oraz profesorów pelplińskiego seminarium duchownego i słynnego Collegium Marianum) oraz kilku gdańskich Żydów. Ponadto wielu więźniów tczewskiego obozu wywieziono na śmierć do Lasu Szpęgawskiego lub do obozu koncentracyjnego Stutthof. Jednocześnie władze niemieckie podejmowały wysiłki na rzecz całkowitej germanizacji miasta, które końcem października 1939 zostało wraz z resztą Pomorza wcielone do Rzeszy jako część tzw. okręgu Gdańsk-Prusy Zachodnie. Na przełomie 1939/1940 roku wysiedlono z miasta blisko 1800 rodzin polskich (łącznie w okresie II wojny światowej wypędzono z Tczewa około 4000 Polaków).

## Pożar w fabryce „Arkona”

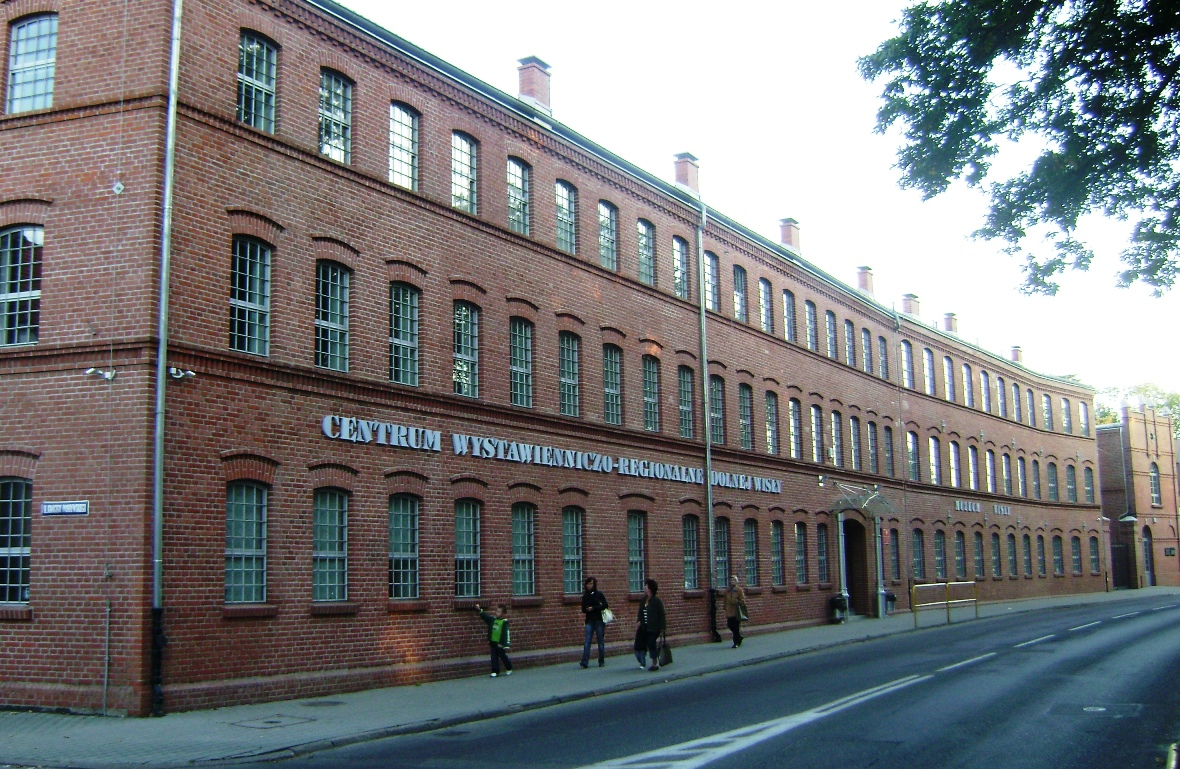
Fabryka „Arkona” – wygląd współczesny

W nocy z 23 na 24 stycznia 1940 roku w niewyjaśnionych okolicznościach wybuchł pożar na terenie tczewskiej Fabryki Wyrobów Metalowych „Arkona” (obecnie Centrum Wystawienniczo-Regionalne Dolnej Wisły). Całkowicie spłonęła jedna z hal, w której niemiecka poczta urządziła swój garaż oraz warsztat samochodowy. Zniszczeniu uległo 11 samochodów (według innej wersji spłonęło tylko 7 pojazdów).
Przyczyną pożaru była najprawdopodobniej nieostrożność niemieckiej obsługi, która, chcąc uchronić pojazdy przed mrozem, umieściła koksowniki zbyt blisko samochodów. Landrat Isendick, który następnego dnia rano przybył na miejsce pożaru, uznał jednak, że ogień został celowo podłożony przez polskich sabotażystów, i rozkazał rozstrzelać po jednym Polaku za każdy zniszczony samochód. Nie przeprowadzono żadnego dochodzenia, które mogłoby potwierdzić tezę o celowym podpaleniu warsztatów.

## Egzekucja zakładników
Jeszcze tego samego ranka Isendick zwołał nadzwyczajną naradę w tczewskim urzędzie miejskim, w której udział wzięli m.in. szefowie lokalnych placówek Gestapo i Selbstschutzu. Sporządzono wówczas listę Polaków, których miano rozstrzelać w odwecie za rzekome podpalenie warsztatu. Na liście znaleźli się m.in. pracownicy PKP oraz miejscowi urzędnicy, kupcy i rzemieślnicy. Szybko aresztowano trzynaście wskazanych osób, które przyprowadzono do siedziby Gestapo przy ulicy Bałdowskiej. Rodziny aresztowanych zapewniono, iż po przesłuchaniu ich bliscy zostaną zwolnieni do domów.
Około godziny 13:00 aresztowanych przywieziono ciężarówką na tzw. świński rynek (okolice ul. Lecha – dziś teren należący do tczewskiej Straży Pożarnej), gdzie czekał już na nich pluton egzekucyjny złożony z członków SS i Selbstschutzu. Na rynku zakładnicy byli bici kolbami karabinowymi i kopani, czemu przyglądało się blisko 40 świadków. Właściwa egzekucja rozpoczęła się ok. godziny 14:00. Czteroosobowe grupki Polaków prowadzono pod mur pobliskiego budynku i rozstrzeliwano. Każda czwórka musiała przed śmiercią załadować ciała poprzedników na samochód ciężarowy. Zeznania świadków wskazują, że członkowie plutonu egzekucyjnego znajdowali się pod wpływem alkoholu. Może o tym również świadczyć dość niska celność oddawanych przez nich strzałów. Isendick oraz szef Gestapo Leister sześciokrotnie musieli osobiście dobić rannych strzałami broni krótkiej. Po zakończeniu egzekucji ciała straconych pogrzebano w Lesie Szpęgawskim.
Jeszcze tego samego dnia rozwieszono w różnych punktach miasta „Odezwę do ludności powiatu tczewskiego”. Isendick informował w niej, że „mimo wszystkich ostrzeżeń stwierdzono w ostatnich czasach wzrastające akty sabotażu ze strony elementu polskiego...” oraz zapowiedział, iż „Niemcy nie mają zamiaru nadal tolerować tego rodzaju sił niszczycielskich (...) Za haniebny czyn dokonanego ubiegłej nocy podpalenia rozstrzelano dziś pewną liczbę osób, które specjalnie były uznane jako podstępni Polacy oraz wbrew wyrażonemu zakazowi znajdowały się w posiadaniu broni. Wszystkie dalsze akty sabotażu będą w przyszłości zwalczane jeszcze surowszymi środkami”.

## Po wojnie
7 października 1945 z inicjatywy funkcjonariuszy miejscowej Milicji Obywatelskiej i Urzędu Bezpieczeństwa na miejscu egzekucji postawiono pamiątkową tablicę z nazwiskami wszystkich pomordowanych oraz napisem „Na tym miejscu w dniu 24 stycznia 1940 r. zamordowani zostali za wiarę w przyszłość Polski przez hitlerowców Polacy: (...) W wolnej demokratycznej Polsce cichym bohaterom za wierność Ojczyźnie”. W kolejnych latach lokalizację tablicy zmieniano trzykrotnie, a w 1991 roku dodano zdanie: „Hołd składa społeczeństwo miasta Tczewa”. Obecnie tablica znajduje się na ulicy Lecha.
W 1961 roku niemiecka prokuratura rozpoczęła dochodzenie przeciwko Walterowi Beckerowi, który był jednym z dowódców tczewskiej SS (w stopniu SS-Untersturmführera) oraz brał udział w egzekucji zakładników w dniu 24 stycznia 1940. Po trzech latach sprawę umorzono. Niemieccy prokuratorzy uznali, iż Becker nie odpowiada bezpośrednio za śmierć zakładników, gdyż to nie on wydał komendę „Ognia!”, natomiast sądzenie go za współudział w zbrodni jest niemożliwe, gdyż sprawa uległa przedawnieniu. W 1970 roku polskie Ministerstwo Sprawiedliwości przesłało niemieckiej prokuraturze dokumentację sprawy egzekucji zakładników tczewskich, w tym 32 protokoły z zeznaniami świadków. Niemieccy prokuratorzy uznali jednak, iż „nie wnoszą one nic nowego do sprawy”.